# Straßenlauf-Länderkampf der Männer 1951 BR Deutschland A – BR Deutschland B – Niederlande – Jugoslawien – Schweiz
| 7. Deutscher Leichtathletik-Länderkampf 1951 der Männer gegen Jugoslawen, die Niederlande und die Schweiz             | 7. Deutscher Leichtathletik-Länderkampf 1951 der Männer gegen Jugoslawen, die Niederlande und die Schweiz |                                 |
| --- | --- | ------------------------------- |
| | |                                 |
| Straßenlauf-Vergleich der Männer: BR Deutschland A – BR Deutschland B – Italien – Jugoslawien – Niederlande – Schweiz | |                                 |
| Austragungsort | Wetzlar                                                                                                   |                                 |
| Wettbewerbe | 1 |                                 |
| Datum | 23. September 1951                                                                                        |                                 |
| 1. NLD 2. FRG A 3. YUG 4. CHE 5. FRG B                                                                                | 8:08:55 h 8:16:52 h 8:29:27 h 8:50:20 h 0000k. A.                                                         |                                 |
| Chronik | |                                 |
| ← FRG-ITA (M) | erster LK 1952:00 FRG-NLD (F) →                                                                           | erster LK 1952:00 FRG-NLD (F) → |

Der siebte Vergleich des Länderkampfjahres 1951 brachte eine Neuerung mit sich. Zum ersten Mal wurde ein Straßenlaufwettbewerb als Ländervergleich mit deutscher Beteiligung ausgetragen. Gastgeber war am 23. September die Stadt Wetzlar. Mit der Bundesrepublik Deutschland, den Niederlanden, Jugoslawien und der Schweiz waren dabei vier Länder mit fünf Teams beteiligt, Die Bundesrepublik trat mit einem A- und einem B-Team an.

## Wettbewerb und Modus
Auf dem Programm stand mit dem Marathonlauf ein einziger Wettbewerb. Pro Mannschaft waren jeweils vier Läufer startberechtigt, in die Wertung kamen die jeweils besten drei Athleten. Das Team Bundesrepublik Deutschland B und Jugoslawien stellten nur jeweils drei Teilnehmer. Ausschlaggebend war nicht die Platzierung, das Endresultat kam über die Addition der gewerteten Teilnehmer zustande.

## Ergebnis
Im Ziel durften sich die niederländischen Sportler über einen Doppelerfolg freuen, ihr drittbester Läufer wurde Sechster, das brachte den Niederländern auch in der offiziellen Gesamtwertung den Sieg mit knapp acht Minuten Vorsprung vor dem Team Bundesrepublik Deutschland A, dessen beste Läufer im Einzelergebnis die Ränge drei und vier belegten. Gut zwölfeinhalb Minuten hinter Deutschland A folgte Jugoslawien auf dem dritten Rang. Ihr beiden schnellsten Langstreckler kamen auf die Plätze fünf und sieben. Weitere knapp zwanzig Minuten hinter den Jugoslawen wurde die Schweiz Vierter vor der Mannschaft Bundesrepublik Deutschland B.

## Legende
Kurze Übersicht zur Bedeutung der Symbolik – so üblicherweise auch in sonstigen Veröffentlichungen verwendet:
| DNF   | nicht im Ziel (did not finish) |
| k. A. | keine Angabe                   |

## Resultat

### Marathonlauf, Einlauf
| Platz | Athlet               | Land             | Zeit (h) |
| ----- | -------------------- | ---------------- | -------- |
| 01    | Janus van der Zande  | Niederlande      | 2:38:14  |
| 02    | Jan Overdijk         | Niederlande      | 2:42:00  |
| 03    | Heinz Kuderski       | BR Deutschland A | 2:42:35  |
| 04    | Gerd von Hanu-Krüger | BR Deutschland A | 2:43:16  |
| 05    | Krajcar              | Jugoslawien      | 2:43:50  |
| 06    | Ad Moons             | Niederlande      | 2:48:41  |
| 07    | Skenderović          | Jugoslawien      | 2:49:25  |
| 08    | Dieter Engelhardt    | BR Deutschland A | 2:49:47  |
| 09    | Willy Wange          | BR Deutschland B | 2:50:26  |
| 10    | Josef Legge          | BR Deutschland A | 2:51:01  |
| 11    | Gottfried Knecht     | Schweiz          | 2:51:20  |
| 12    | Hans Vollbach        | BR Deutschland B | 2:51:31  |
| 13    | Miroslav Glogonnjac  | Jugoslawien      | 2:56:12  |
| 14    | M. van Poelgeest     | Niederlande      | 2:56:21  |
| 15    | Rudolf Morgenthaler  | Schweiz          | 2:59:27  |
| 16    | Decimo Zulian        | Schweiz          | 2:59:33  |
| 17    | Egon Pfarr           | BR Deutschland B | k. A.    |
| DNF   | Paul Suter           | Schweiz          |          |